# Монто (Квинсленд)
Монто (англ. Monto) — город в Квинсленде (Австралия), расположенный на шоссе Бернетт в 500 километрах к северо-западу от Брисбена и в 235 километрах к югу от Рокгемптона. Город был административным центром округа Монто. В переписи населения 2016 года численность населения Монто составляла 1189 человек.

## История

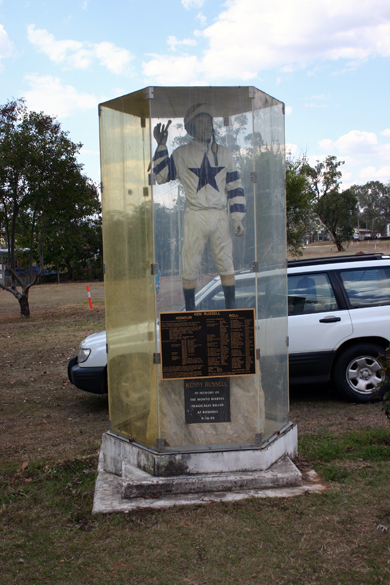
Мемориал Кенни Рассела в Монто

Европейцы заселили этот район в конце 1840-х годов, содержа большие пастбища в северной части долины Бернетт. Золото, найденное вдоль Три-Мун-Крик (англ. Three Moon Ckeek; перевод — Ручей Три Луны), притока реки Бернетт, в 1870-х годах привлекло новых поселенцев. Первоначальное место раскопок, расположенное в 30 километрах к северу от современного Монто, было затоплено при строительстве плотины Каниа. Монто официально не считался городом до 1924 года, когда там открылось почтовое отделение. Когда запасы золота стали заканчиваться, Монто переключил свою экономику на сельское хозяйство и лесозаготовки. Обе отрасли сегодня являются двумя основными отраслями промышленности в регионе. В графстве Шире были обнаружены месторождения угля и известняка.
По данным переписи 2006 года население Монто составляло 1159 человек.

## Благоустройство
В Монто имеется культурно-исторический комплекс с музеем-заповедником, спортивными сооружениями, бассейном и гольф-клубом.
Региональный совет Северного Бернетта управляет публичной библиотекой Монто на улице Ньютон-стрит, 50.
Филиал QCWA, Монто-Бэнкрофт (англ. Monto-Bancroft), проводит свои встречи на Резерфорд-стрит, 9.

## Туризм
Туризм — одна из основных отраслей региона. Помимо того, что это крупный город при шоссе, основными местными достопримечательностями являются Национальный парк Каниа-Джорж (англ. Cania Gorge National Park) и плотина Кания (англ. Cania Dam), расположенная в 20 км к северу от города.

## Добыча полезных ископаемых
В 2006 году компания Monto Minerals появилась на Альтернативном инвестиционном рынке в Лондоне, собрав около 41 млн долл. до расходов. С тех пор она объявила о своих планах начать коммерческое производство полевого шпата, ильменита, апатита и титаномагнетита из кратера Гондикум (англ. Goondicum), недалеко от восточной границы Монто-Шире (англ. Monto Shire), со второго квартала 2007 года.
Угледобывающая компания Macarthur Coal также владеет большим количеством земли в районе Мулгилди (англ. Mulgildie).

## Климат
| Показатель                    | Янв.  | Фев.  | Март | Апр. | Май  | Июнь | Июль | Авг. | Сен. | Окт. | Нояб. | Дек. | Год   |
| ----------------------------- | ----- | ----- | ---- | ---- | ---- | ---- | ---- | ---- | ---- | ---- | ----- | ---- | ----- |
| Абсолютный максимум, °C       | 44,5  | 43,5  | 40,2 | 36,4 | 32,8 | 30,6 | 29,9 | 35,6 | 38,0 | 39,6 | 42,3  | 44,4 | 46,2  |
| Средний суточный максимум, °C | 32,0  | 31,2  | 29,8 | 27,7 | 24,1 | 21,1 | 20,8 | 23,0 | 26,3 | 29,0 | 30,8  | 32,0 | 27,3  |
| Средний суточный минимум, °C  | 19,3  | 19,0  | 17,2 | 13,7 | 10,0 | 6,8  | 5,3  | 6,5  | 9,6  | 13,3 | 16,2  | 18,3 | 12,9  |
| Абсолютный минимум, °C        | 12,5  | 12,8  | 8,2  | 2,7  | −1,8 | −3,9 | −4,8 | −2,6 | 0,3  | 2,1  | 5,4   | 7,2  | −4,8  |
| Норма осадков, мм             | 112,4 | 112,6 | 78,2 | 44,5 | 44,4 | 37,8 | 35,6 | 24,8 | 24,4 | 55,3 | 74,9  | 93,8 | 739,0 |